# Wilhelminen-Quadrille
Wilhelminen-Quadrille, op. 37, är en kadrilj av Johann Strauss den yngre. Den spelades första gången den 10 februari 1847 på Dommayers Casino i Wien.

## Historia
Den 4 februari 1847 stod det att läsa i tidningen Die Gegenwart: "På onsdag den 10 februari anordnar Herr Webersfeld en bal på Dommayers i Hietzing. Herr Kapellmästare Johann Strauss den yngre kommer att dirigera och har speciellt för tillfället komponerat en ny kadrilj med titeln 'Wilhelminen-Quadrille'." Kadriljen var uppkallad efter Wilhelmine von Webersfeld, hustrun till den aristokratiske dansmästaren Eduard Edler von Webersfeld (1812-47). I oktober 1846, sju månader efter händelsen, avled Eduard von Webersfeld.
I början av 1840-talet hade den populära galoppen fått ge vika för den mer sociala kadriljen, en dansstil importerad från Frankrike men som ändrades om av wienarna, vilka valde att dansa alla sex 'figurerna' snarare än de fem som var vanliga i England och Frankrike. Dansmästarna var fullt upptagna med att lära ut den nya flugan och Strauss val av en kadrilj som tillägnan till Wilhelmine von Webersfeld var klart avsiktlig. Själva konserten i sig verkar bara ha blivit måttlig inkomstbringande: en notis i Wiener Allgemeine Theaterzeitung den 4 november 1847 klargör att trots makens nobla härkomst levde Wilhelmine under "ansträngda omständigheter" och var tvungen att ge pianolektioner. 
Det första klaverutdraget av kadriljen kom från H.F. Müllers förlag, utan dedikation, sent i augusti/tidigt i september 1847. Förlaget annonserade om "korrekta kopior" av orkesterpartituret men ingen verkar ha överlevt. Den nuvarande versionen bygger på ett arrangemang utifrån klaverutdraget.

## Om kadriljen
Speltiden är ca 4 minuter och 50 sekunder plus minus några sekunder beroende på dirigentens musikaliska tolkning.

## Weblänkar
- Dynastin Strauss 1847 med kommentarer om Wilhelminen-Quadrille.
- Wilhelminen-Quadrille i Naxos-utgåvan.